# 永金町
永金町（えいきんちょう）は、愛知県名古屋市昭和区の地名。現行行政地名は永金町1丁目及び永金町2丁目。住居表示未実施。

## 地理
名古屋市昭和区南西部に位置する。東は広池町、西は滝子町に接する。

## 歴史

### 町名の由来
御器所町の旧字北永金および同字南永金に由来する。

### 沿革
- 1927年（昭和2年）6月20日 - 中区御器所町の一部により、同区永金町として成立[1]。
- 1937年（昭和12年）10月1日 - 昭和区成立に伴い、同区永金町となる[1]。
- 1956年（昭和31年）8月1日 - 御器所町の一部を編入する[1]。
- 1972年（昭和47年）8月1日 - 御器所町の一部を編入する[1]。

## 世帯数と人口
2019年（平成31年）1月1日現在の世帯数と人口は以下の通りである。
| 町丁   | 世帯数  | 人口  |
| ------ | ------- | ----- |
| 永金町 | 150世帯 | 313人 |

## 学区
市立小・中学校に通う場合、学校等は以下の通りとなる。また、公立高等学校に通う場合の学区は以下の通りとなる。
| 番・番地等 | 小学校                 | 中学校               | 高等学校 |
| ---------- | ---------------------- | -------------------- | -------- |
| 全域       | 名古屋市立御器所小学校 | 名古屋市立桜山中学校 | 尾張学区 |

## 施設
- 滝子商店街[7]
- 昭和市場[7]
- 名古屋市営永金荘[7]
- 真宗大谷派恵林寺[7]
- 名古屋芸術大学保育・福祉専門学校

## その他

### 日本郵便
- 郵便番号 : 466-0047[4]（集配局：昭和郵便局[11]）。